# Dichetophora finlandica
Dichetophora finlandica är en tvåvingeart som beskrevs av Verbeke 1964. Dichetophora finlandica ingår i släktet Dichetophora och familjen kärrflugor. Arten är reproducerande i Sverige. Inga underarter finns listade i Catalogue of Life.